# Pectiniseta obscura
Pectiniseta obscura är en tvåvingeart som beskrevs av Fritz Isidore van Emden 1940. Pectiniseta obscura ingår i släktet Pectiniseta och familjen husflugor.
Artens utbredningsområde är Uganda. Inga underarter finns listade i Catalogue of Life.